# Hare Hill
Der Hare Hill ist ein 449 m hoher Hügel an der Westflanke der Pentland Hills. Er liegt im Westen der schottischen Council Area Midlothian, wobei seine Westflanke bereits auf dem Gebiet der Council Area Edinburgh liegt. Die Kleinstädte Balerno und Penicuik befinden sich vier beziehungsweise fünf Kilometer nördlich beziehungsweise östlich. Die Nachbarhügel sind der Green Law im Süden, West und East Kip im Südosten sowie der Scald Law im Osten. Nördlich des Hare Hill wurde das Threipmuir Reservoir aufgestaut.

## Umgebung
An den Nordwesthängen des Hare Hill wurde in den 1620er Jahren das Tower House Bavelaw Castle errichtet. Das heute denkmalgeschützte Gebäude wurde um 1900 durch Robert Lorimer umgestaltet und ist weiterhin bewohnt.
Spuren früherer Besiedlung finden sich am Bach Logan Burn, welcher das Tal zwischen Hare Hill und West Kip durchfließt. Das Hare Hill House war das Wohnhaus eines Schäfers und ist ein Zeugnis der hohen Bedeutung der Schafhaltung in den Pentland Hills in den vergangenen Jahrhunderten. Die Grundmauern des 9 m × 5,5 m messenden Gebäudes sind bis zu einer Höhe von einem Meter erhalten. Es schließt sich eine kleinere Struktur an, bei der es sich um eine Terrasse gehandelt haben könnte. Daneben ist ein ovales Areal eingefriedet, welches zum Sammeln der Tiere genutzt worden sein könnte. Der Standort wurde in der ersten Hälfte des 19. Jahrhunderts aufgegeben.

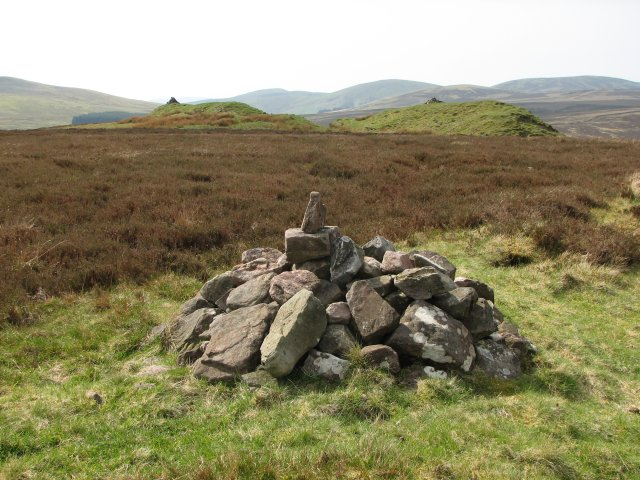
Moderner Cairn am höchsten Punkt von Cairn Hill
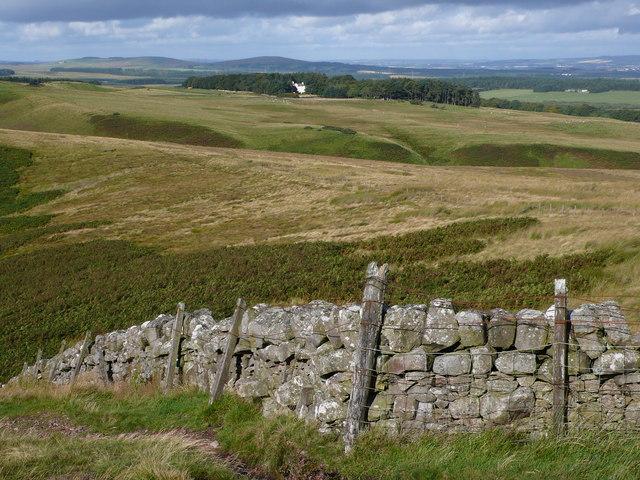
Blick auf Bavelaw Castle